# William Stevens (Pianist)
William Jervis Stevens (* 6. Januar 1921 in Montreal; † 1997) war ein kanadischer Konzertpianist und Musikpädagoge.

## Leben
Stevens studierte von 1941 bis 1947 bei Germaine Malépart, danach bei Yvonne Hubert; nach einem Bachelor 1943 an der McGill University, schloss er 1949 ein Studium am Konservatorium von Montreal ab; er studierte Komposition bei Claude Champagne. Während des Zweiten Weltkrieges tourte er mit der Revue Meet the Navy der Royal Canadian Navy.
1950 debütierte Stevens als Pianist im Ritz-Carlton Hotel von Montreal und der City Hall von New York. 1958 spielte er im Radio Violet Archers Klavierkonzert mit dem CBC Symphony Orchestra. Zwei Jahre später wurde er mit der Harriet Cohen Commonwealth Medal ausgezeichnet. Im Jahr 1962 hatte er sein Debüt in der Carnegie Hall. Er hatte zahlreiche Auftritte im kanadischen Radio und Fernsehen; insbesondere moderierte er die halbstündige Kindersendung Let’s Talk Music im Fernsehprogramm der CBC (1961–67), die klassische Musik präsentierte und erklärte.  1977 trat er mit dem Toronto Symphony Orchestra und in der Sendung Musicamera der CBC mit Anna Russell auf. Seit den späten 1950er Jahren spielte er mehrere Alben mit Klaviermusik für Laurentien Records und weitere Labels ein.
Als Lehrer wirkte Stevens in Montreal ab 1961 an der École normale de musique, ab 1967 an der École Vincent d'Indy und von 1978 bis 1988 an der Universität Montreal.

## Lexikalischer Eintrag
- Nadia Turbide: William Stevens. In:  Encyclopedia of Music in Canada. herausgegeben von The Canadian Encyclopedia (englisch, französisch).